# 베니키아
베니키아(BENIKEA)는 한국형 비지니스 호텔급 체인브랜드로 문화체육관광부의 지원하에 한국관광공사의 사업 가운데 하나이다. 한국을 방문하는 해외여행객, 특히 개별여행객(FIT: Free Independent Traveler)에게 서비스를 제공하고, 한국 내 비지니스 호텔 경영 활성화를 도모하며 숙박 인프라 개선을 통한 국내 관광산업 경쟁력 강화에 기여하고자 개설되었다. 현재 베니키아는 대한민국 소재 관광호텔 및 해외소재 호텔이 가입되어 스탠다드, 프리미어(특급), 가족호텔(취사가능)로 구분되며 서울, 인천, 부산, 강원, 제주, 후쿠오카 등 전국 주요 관광지에 고르게 분포되어 있다. 또한 체인호텔의 2/3가 지방에 소재하고 있다.
베니키아 홈페이지(http://www.benikea.com) 및 모바일 애플리케이션(iOS, Android)을 통해 실시간으로 회원&비회원 예약이 가능하며 카드, 계좌이체등 선결제 서비스도 제공하고 있다.
베니키아(BENIKEA/ベニキア/本昵客雅)라는 이름은 Best Night in Korea의 머리글자를 조합해 만들었다.

## 체인 호텔

### 서울특별시(11)
- 베니키아 프리미어 호텔 동대문(종로구)
- 베니키아 프리미어 여의도 호텔(영등포구)
- 베니키아 프리미어 호텔 베르누이(구로구)
- 베니키아 노블 호텔(종로구)
- 베니키아 노블레스 호텔(강남구)
- 베니키아 서울 호텔(강서구)
- 베니키아 잠실2.4 관광호텔(송파구)
- 베니키아 호텔 카카오(영등포구)
- 베니키아 호텔 KP(동대문구)
- 베니키아 호텔 플라워(동대문구)
- 베니키아 홈 the M호텔(마포구)

### 인천광역시(2)
- 베니키아 월미도 더블리스호텔(중구)
- 베니키아 호텔 바다의별(중구)

### 부산광역시(2)
- 베니키아 프리미어 마리안느호텔(해운대구)
- 베니키아 프리미어 해운대 호텔(해운대구)

### 대구광역시(1)
- 베니키아 호텔 수성(수성구)

### 경기도(8)
- 베니키아 프리미어 호텔 시흥(시흥시)
- 베니키아 JD 관광호텔(남양주시)
- 베니키아 뉴수원 관광호텔(수원시)
- 베니키아 더 에이치 호텔(화성시)
- 베니키아 탑 호텔(평택시)
- 베니키아 호텔 수원(수원시)
- 베니키아 호텔 아시아(평택시)
- 베니키아 홈 아이비스테이 호텔 수원역(수원시)

### 대전광역시(2)
- 베니키아 테크노밸리 호텔(유성구)
- 베니키아 호텔 대림(중구)

### 광주광역시(1)
- 베니키아 호텔 예술의전당(서구)

### 강원특별자치도(8)
- 베니키아 프리미어 동해보양온천 컨벤션호텔(동해시)
- 베니키아 KCP호텔(양구군)
- 베니키아 춘천 베어스 호텔(춘천시)
- 베니키아 호텔 문막(원주시)
- 베니키아 호텔 비즈인(원주시)
- 베니키아 호텔 산과바다 대포항(속초시)
- 베니키아 호텔 산과바다 주문진리조트(강릉시)
- 베니키아 호텔 양양(양양군)

### 충청북도(1)
- 베니키아 청주나무 호텔(청주시)

### 충청남도(1)
- 베니키아 프리미어 호텔 서산(서산시)

### 경상북도(3)
- 베니키아 스위스로젠호텔(경주시)
- 베니키아 호텔 청도용암온천(청도군)
- 베니키아 호텔 포항(포항시)

### 경상남도(3)
- 베니키아 센트럴 호텔(통영시)
- 베니키아 양산 호텔(양산시)
- 베니키아 엔쵸비 호텔(통영시)

### 전북특별자치도(2)
- 베니키아 전주한성호텔(전주시)
- 베니키아 아리울호텔(군산시)

### 전라남도(2)
- 베니키아 호텔 여수(여수시)
- 베니키아 나르샤호텔(여수시)

### 제주특별자치도(3)
- 베니키아 중문 호텔(서귀포시)
- 베니키아 호텔 제주(제주시)
- 베니키아 홈 더 제주리조트(제주시)

### 일본 후쿠오카(1)
- 베니키아칼튼호텔 후쿠오카 텐진

## 온라인 예약
- 베니키아 공식 홈페이지
- 모바일 앱 iOS
- 모바일 앱 Android